# Agaon spatulatum
Agaon spatulatum är en stekelart som beskrevs av Wiebes 1968. Agaon spatulatum ingår i släktet Agaon och familjen fikonsteklar.
Artens utbredningsområde är Nigeria. Inga underarter finns listade i Catalogue of Life.